# Biblioteka Narodowa i Uniwersytecka w Zagrzebiu
Biblioteka Narodowa i Uniwersytecka w Zagrzebiu (chorw. Nacionalna i sveučilišna knjižnica u Zagrebu) – chorwacka biblioteka narodowa.

## Historia
Historia biblioteki zaczyna się w 1607 roku, gdy powstało gimnazjum jezuitów, które w 1611 zostało zamieniono na kolegium. W 1669 roku decyzją cesarza Leopolda I szkoła stała się uczelnią i zmieniła nazwę na Academia Zagrabiensis. Po zniesieniu zakonu jezuitów w 1773 roku kolegium kontynuowało swoją tymczasową działalność do 1776 roku. Potem przekształcono je w Regia Academia Zagrabiensis czyli kolegium prawa, filozofii i teologii. W 1784 roku odłączył się Wydział Teologiczny, a wydzielone zbiory zostały przekazane do seminarium biskupiego. Podczas wojen napoleońskich budynek biblioteki został zniszczony, gdyż umieszczono w nim jeńców francuskich. W 1818 roku, gdy zbiory udostępniono publicznie została otwarta czytelnia. Była ona dostępna 2 razy w tygodniu. Po reformie szkolnictwa w 1850 roku oddzielono naukę filozofii od prawa, a uczelnia stała się Pravoslovnu akademiju ( Akademią Prawniczą). W związku z tym ze zbiorów wydzielono książki filozoficzne oraz część zbiorów muzealnych. W 1857 roku Biblioteka została przeniesiona do nowej siedziby na ulicy Katarina. Powstały tam nowe czytelnie, a ówczesny bibliotekarz Matija Smodek opracował kartkowy katalog alfabetyczny. W 1874 roku Akademia zostaje przekształcona w Uniwersytet, a funkcję kierownika biblioteki obejmuje Ivan Kostrenčić, który wcześniej pracował Bibliotece Wiedeńskiej. Kierował on biblioteką do 1911 roku. W 1976 roku biblioteka otrzymała nowy regulamin nazywany też Kostrenčićevim pravilima. Zaleca on kupowanie książek w języku chorwackim lub dotyczących Chorwacji, biorąc też pod uwagę potrzeby Uniwersytetu i jego pracowników. Jego następca Velimir Deželić po przeniesieniu w 1913 roku do nowego gmachu na nowo zorganizował zbiory, a w 1918 roku został oddany użytkownikom kartkowy katalog na kartach katalogowych zgodnych z międzynarodowymi normami i umieszczony w specjalnych skrzynkach katalogowych. Deželić uzyskał również zgodę na zmianę regulaminu i umożliwienie studentom i innym czytelnikom wypożyczania książek (dotychczas przywilej posiadali tylko profesorzy i naukowcy).
W 1960 roku ustawa o bibliotekach zmieniła nazwę biblioteki na Nacionalna sveučilišna biblioteka, a wkrótce zmieniono ja na Nacionalna i sveučilišna biblioteka (Narodowa i Uniwersytecka Biblioteka). Od 1990 roku biblioteka nosi nazwę Nacionalna i sveučilišna knjižnica. W 2016 roku została otwarta biblioteka cyfrowa Digitalna knjižnica NSK.

## Zbiory
Według zachowanego inwentarza w momencie likwidacji zakonu biblioteka liczyła 6 tysięcy woluminów. W zbiorach jednak nie zachował się ani jeden egzemplarz z tamtego okresu. W 1777 roku biblioteka w formie zapisu testamentowego otrzymała dar od kanonika Adama Baltazara Krčelicia liczący 757 tomów i 50 rękopisów. Zastrzegł on w zapisie udostępnienie zbiorów publiczności. Nastąpiło to w 1818 roku, a otwarcie ogłosił cesarz Franciszek podczas wizyty w Zagrzebiu.
Aby powiększyć zbiory poproszono o przekazywanie darów do biblioteki, co spotkało się z pozytywnym odzewem. Wzrosły one w 1819 do 11 tysięcy, a w 1836 roku liczyły już 15 tysięcy woluminów.
Josip Mikoczy, który był kierownikiem biblioteki w latach 1780–1798 zmienił układ zbiorów. Podzielił je na 7 podgrup: teologia, prawo, filozofia, medycyna, matematyka, historia i filologia. W ich ramach podzielone je na podgrupy i uporządkowano według wielkości. Pod koniec XVIII wieku, w 1789 roku najcenniejsze zbiory zostały zabrane do biblioteki Uniwersytetu w Peszcie, a zbiory liczyły 2800 woluminów. W roku szkolnym 1859/1860 zbiory liczyły 15 910 książek, broszur, rękopisów i map, a w 1873/1874 wzrosły do 19 881 woluminów. Pod koniec XIX wieku biblioteka otrzymała w formie darowizny zbiory bana Nikoli Zrinskiego liczące 530 książek i 26 rękopisów oraz bibliotekę Ljudevita Gaja liczącą 16 000 woluminów i ponad 700 rękopisów.
Ustawa prasowa z 1875 roku przyznaje bibliotece prawo do obowiązkowego egzemplarza książek i innych druków, ale tylko z terenu Chorwacji i Slawonii. Kostrenčić aby wzbogacić zbiory kupował u antykwariuszy wydania książek w języku chorwackim oraz wydania w innych językach pisarzy chorwackich. Gdy zbiory się rozrosły uzyskał w 1894 roku zgodę na remont jednej z czytelni i tam umieścił w szafach posiadane rękopisy tworząc Zbirka rukopisa i starih knjiga (Dział rękopisów i starych ksiąg). Kolejny dyrektor Velimir Deželić rozbudował dział zbiorów specjalnych gromadząc licznie wydawane podczas I wojny światowej plakaty i ulotki. Zaczął również gromadzić plakaty teatralne.
W 1915 roku do budynku Biblioteki przeniesiono Metropolitanę czyli bibliotekę biskupią. W 1948 roku zbiory liczyły 145 630 woluminów.
W 1919 roku po powstaniu Jugosławii biblioteka otrzymuje 3 egzemplarze każdego druku wydanego na terenie całego kraju. Jednak wprowadzona w 1921 roku ustawa o prasie ogranicza to prawo do dzienników i czasopism. Książki do biblioteki są przekazywane za pośrednictwem prokuratury generalnej i lokalnej policji, co wpływa na kompletność zbiorów. Władze uczelni aby uzupełnić zbiory kosztami obciążały studentów.
Po II wojnie światowej zgodnie z ustawą z 1945 roku o egzemplarzu obowiązkowym biblioteka otrzymywała 2 egzemplarze druków wydawanych na terenie całej Jugosławii. W 1953 roku, aby zmniejszyć obciążenie wydawców zmniejszono liczę egzemplarzy obowiązkowych do jednego.

## Budynek
Biblioteka Academii Zagrabiensis zajmowała stary budynek opuszczonego klasztoru dominikanów na dzisiejszej ulicy Katarina 5. W 1883 roku Biblioteka została przeniesiona do gmachu Uniwersytetu w Donji Grad (obecnie gmach wydziału Prawa). W budynku zostają otwarte dwie czytelnie: studencka i profesorska oraz rzadkich książek.
W 1909 roku ogłoszono konkurs na projekt nowego gmachu biblioteki. Komisji konkursowej przewodniczył austriacki architekt Karl Mayreder. Z dziewięciu przedstawianych prac pierwsze miejsce zajął projekt Dioniza Sunko, drugie Rudolfa Lubynskiego, a trzecie studenta z Monachium Svetomira Šimunec-Volčanšeka. Sunko i Lubynski zostali poproszeni o zaprezentowanie swoich prac jury. Ostatecznie jury wybrało do realizacji projekt Lubynskiego. Prace budowlane firma Ernsta i Adolfa Ehrlicha rozpoczęła 27 marca 1911 roku. Gmach oddano do użytku w 1913 roku. Chociaż budynek rozwiązał problemy lokalowe nie do końca spełniał potrzeby biblioteki: magazyny umieszczono od południa narażając książki na działanie promieni słonecznych, a w czytelniach było zbyt mało naturalnego światła.
Po otwarciu nowego gmachu biblioteki w budynku w 1996 roku stary budynek biblioteki przejęło Chorwackie Archiwum Narodowe.
28 maja 1995 roku został otwarty nowy gmach Biblioteki Narodowej i Uniwersyteckiej przy ulicy Hrvatske bratske zajednice. Jego projekt przygotowali chorwaccy architekci Velimir Neidhardt, Davor Mance, Zvonimir Krznarić i Marijan Hržić. Budynek ma 44 432 m² i może pomieścić 3 miliony woluminów.
W 2021 roku podjęto decyzję o remoncie i przebudowie gmachu biblioteki. Zaplanowano go w latach 2021–2027, a jej koszt wyniesie 26 mln kun.